# John Barton
John Barton (ur. 23 czerwca 1906 w Indianapolis, zm. 4 maja 2004 tamże) – amerykański polityk.
Pochodził z rodziny emigrantów irlandzkich. Służył w marynarce podczas II wojny światowej, pełnił funkcję naczelnika policji stanowej w Indianie. Z ramienia Partii Demokratycznej był w latach 1963-1967 burmistrzem Indianapolis.
W 1967 przegrał walkę o ponowny wybór z Richardem Lugarem; następnym burmistrzem Indianapolis z Partii Demokratycznej został dopiero w 1999 Bart Peterson.